# Alan Wagner
Alan Cyril Wagner (1 de octubre de 1931 - 18 de diciembre de 2007) era un ejecutivo de la televisión norteamericana, personalidad de la radio, escritor, e historiador de la ópera. Él era el vicepresidente de programación de CBS desde 1976 a 1982, cuando se convirtió en el primer presidente del Disney Channel.

## Historia
Wagner nació en Harlem, ciudad de Nueva York y se crio en el barrio "Brighton Beach" en Brooklyn. Se graduó de la universidad de Columbia en Nuevo York con un título de grado y de máster. Sirvió en la Marina de los Estados Unidos durante la década de 1950 cuando apareció en el programa de Ed Sullivan en 1956. En este programa, realizó un acto de la comedia con algunos marineros compañeros. Un apasionado defensor de la ópera, Wagner se convirtió en el presentador del programa de radio "Opera Alive" en 1957, después de que su contrato con la marina terminó. El programa transmitía por dos horas todos los domingos por la mañana, y contaba fragmentos de grabaciones de ópera y entrevistas con artistas y otras personalidades del mundo de la ópera. Wagner también a menudo contaba historias humorísticas e interesantes que había visto o había oído hablado. Dejó "Opera Alive" en 1968 después de once años.
Cuando presentaba "Opera Alive", Wagner empezó a trabajar para CBS, y se subía a ser el vicepresidente de programación del costa este en 1976. Servía en aquel puesto por casi once años, durante que estaba responsable para el desarrollo de muchos programas de televisión. Algunos de estos programas son All in the Family, Kojak, M*A*S*H,, The Bob Newhart Show, The Waltons, y The Mary Tyler Moore Show. También, él llevó algunos programas culturales a CBS, como The Flood (1962, por Ígor Stravinski), Vladimir Horowitz: a Concert at Carnegie Hall (1968), y Sills and Burnett at the Met (1976).
Wagner dejó CBS en 1982, cuando The Walt Disney Company le pidió a ser el primer presidente del Disney Channel. El canal de cable era una idea nueva en aquel tiempo--era el primer canal que estaba dedicado al programación para los niños. Wagner tenía un presupuesto de $100 millón, y estableció un equipo de programadores para creer programas nuevos para el canal. También, Wagner usaba la colección grande de programas y películas de Disney. El canal empezó a transmitir en 18 de abril de 1983. Por el principio, solamente transmitía por 16 horas de día.
Wagner dejó el Disney Channel después del primer año del canal. Luego, creó su propia empresa de producción televisiva, Boardwalk Entertainment. También, trabajaba como profesor adjunto para la Universidad de Siracusa y la Universidad Yale. En esas universidades, Wagner enseñaba sobre sus temas favoritos: la televisión y la ópera. Recibió un Berkey Award desde el Writers Group of America en 1983. También recibió un Silver Circle Award desde el división de Nueva York del National Academy of Television Arts and Sciences.
Wagner murió en Nueva York en 2007. Era cansado con Martha Wagner por 51 años. Ellos tenían un hijo, David, y dos hijas, Susan y Elizabeth, y cinco nietos.